# 로저 딘 스다티움
로저 딘 스타디움(Roger Dean Stadium)은 미국 플로리다주 주피터에 위치한 야구장이다. MLB 마이애미 말린스와 세인트루이스 카디널스의 스프링 트레이닝 장소이다.